# 女教皇ヨハンナ

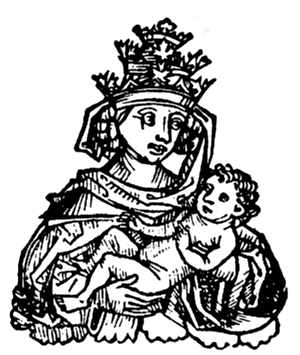
1493年に描かれた女教皇ヨハンナ

女教皇ヨハンナ（おんなきょうこうヨハンナ、羅: Ioanna Papissa, Ioannes Anglicus）は、中世の伝説で855年から858年まで在位したとされる女性のローマ教皇である。
歴史家たちは、創作上の人物と考えている。それは、反教皇的な風刺を起源とし、その物語にいくらかの真実が含まれているために、ある程度の信憑性を持って受け入れられたと考えられる。
15世紀には実在の人物と信じられたが、16、17世紀のプロテスタントの始まる時代にはカトリックに対する攻撃材料として使われ、18世紀のプロテスタントの歴史家ダヴィッド・ブロンデルが初めてその非実在を論証した。

## 伝説

### 13世紀の記述
女教皇ヨハンナの話は13世紀のポーランドの年代記作家オパヴァのマルティン（ドイツではトロッパウのマルティン、マルティン・ポルヌスすなわち「ポーランドのマルティン」としても知られる）から主に知られている。彼はChronicon Pontificum et Imperatumの中でこう記述している。
つまり、この出来事はレオ4世からベネディクトゥス3世の間の850年代に起きたとされている。
この話の別のバージョンがより古い時代のテキストにも登場する。
もっとも引用されるのは『教皇の書』（Liber Pontificalis）の写本のうちバチカンでみつかったものの中のアナスタシウス3世ビブオテカリウスについての記述部分であり、彼は女教皇と同時代人の筈である。
しかし、この記述は明らかにマルティンの後の時代の書体で、文脈とは全く関係のない位置に脚注として挿入されている。つまりこれはマルティンの記述を元に挿入されたものであり、論拠とはなりえない。また、Liber Pontificalisの他の写本には彼女の記述は見うけられない。
マリアヌス・スコトゥス (Marianus Scotus) が11世紀に執筆した「教皇についての年代記」(Chronicle of the Popes) についても同様である。彼女の名前について触れるもっと古いテキストである写本ではヨハンナという女教皇について触れているが、これら全ての写本はマルティンの時代よりも新しい。もっと古い時代の写本はこの伝説について全く触れていない。
女教皇の記述の見られる、マルティン以前のテキストは、ジャン・ド・マイイ (Jean de Mailly) が13世紀にマルティンよりわずかに早く執筆した年代記Chronica Universalis Mettensisだけである。彼は女教皇の時代を850年代ではなく1099年に設定し、こう書いている。

### 14世紀以降の記述

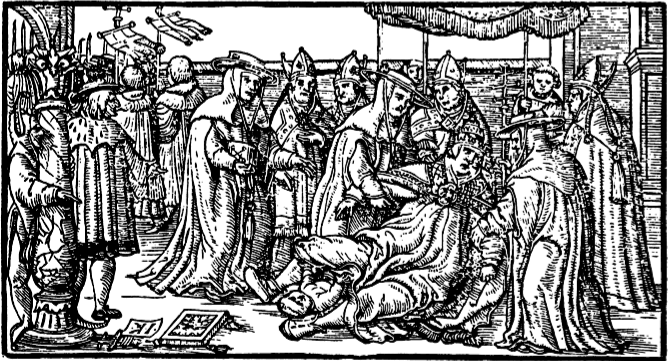
De Claris Mulieribusにある女教皇ヨハンナが出産する場面

13世紀の中頃以降、中世およびルネサンスを通じて、この伝説は広く伝えられ信じられていった。
14世紀の作家ジョヴァンニ・ボッカッチョはDe Claris Mulieribusの中で彼女について述べた。
アスクのアダム（1404年）による「年代記」は彼女の名前をアグネスであるとし、さらにローマに彼女のものとされている像があることを述べた。しかし、それ以前には像の記述はない点からすると、おそらくそれは別の人物の像であり、後に彼女のものとされたにすぎないのであろう。
14世紀末の版のローマ巡礼のためのガイドブック、Mirabilia Urbis Romaeにはサン・ピエトロに女教皇の遺骸が葬られたと書いている。
ヤン・フスは1415年の裁判に臨んで、「教会は必ずしも教皇を必要としない、なぜなら"アグネス教皇"の在位期間も、物事はうまくいっていたからだ」と主張した。相手方はフスの意見は教会の独立性について何も証明しないと主張はしたが、女教皇の実在については争わなかった。
15世紀の学者、バルトロメオ・プラティナはシクストゥス4世の命令で1479年Vitæ Pontificum Platinæ historici liber de vita Christi ac omnium pontificum qui hactenus ducenti fuere et XXを書いた。この本には女教皇について以下のような内容が含まれている。
また、シエナ大聖堂に歴代教皇の胸像が置かれていたが、レオ4世像とベネディクトゥス3世像の間に、「ヨハネス8世、フォエミナ・デ・アングリア」と名前のついた女教皇の像があった。

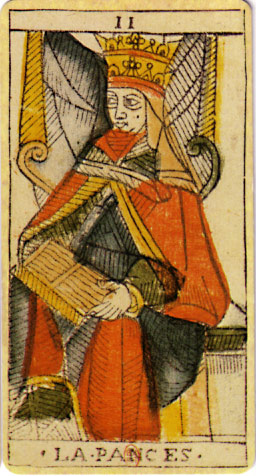
タロットの女教皇はヨハンナがモチーフと云われる

15世紀中頃にあらわれたタロットは、教皇とともに女教皇を含めている。女教皇のカードは女教皇ヨハンナの伝説を元にしているとしばしば示唆されている。

### サン・ジョバンニ・イン・ラテラノ大聖堂の椅子
また、関連する伝説もあった。
1290年代にはドミニコ会士ロベール・デュセは幻視で「教皇が男であると証明したと言う」椅子を見た話を述べている。
14世紀にはサン・ジョバンニ・イン・ラテラノ大聖堂にある、座る部分に穴の開いた、二脚の古代の大理石の椅子、sedia stercorariaは教皇の性別を判定する為のものだったと信じられていた。その使い方とは、まず教皇の候補者が裸で座り、枢機卿の委員会が下から穴を見て"Testiculos habet et bene pendentes"（「彼には、睾丸がある、そして、それはきちんとぶら下がっている」）と宣言する、というものだった。
15世紀の後半になるまで、9世紀の女教皇というスキャンダルに対抗してこの独特の習慣が設けられたと言われていた。

### クレメンス8世による否定
1601年クレメンス8世は女教皇の伝説が事実ではないと宣言し、シエナ大聖堂にあった女教皇の胸像は破壊された。

## 伝説の分析
17世紀中ごろのプロテスタントの歴史家、ダヴィッド・ブロンデル (David Blondel) は、女教皇ヨハンナの伝説に疑いを向けた。女教皇ヨハンナの伝説は20代はじめに死んだヨハネス11世への風刺が元になったものではないかと提唱したのである。ブロンデルは女教皇の伝説の主張とそこから推定されうる時期について詳細に分析を行ない、そのような出来事は起こり得なかったと結論づけた。

## ヨハンナを扱った書籍
- 『女教皇ヨハンナ』（上・下） 著:ドナ・Ｗ・クロス　訳:阪田由美子 草思社刊 ISBN 4-7942-1448-0（上巻）、ISBN 4-7942-1449-9（下巻）
- 『女法王ジョヴァンナ』（『愛の年代記』より） 著:塩野七生 新潮社刊 ISBN 4-10-309603-9（単行本第五刷）、新潮社文庫　ISBN 4101181012（小説）